# Gopichand
Gopichand, właśc. Tottempudi Gopichand (ur. 12 czerwca 1979) – indyjski aktor ; popularny artysta tollywoodzki grający w filmach w języku telugu. Jest synem reżysera T. Krishny, zadebiutował w 2001 roku grając bohatera w Toli Valapu. Po klapie tego filmu stworzył mocne portrety negatywnych bohaterów w Jayam, Nijam i Varsham. Ponownie w roli bohatera – tym razem z sukcesem – pojawił się w 2004 roku wYagnam.
Stracił ojca mając 8 lat. Obecnie mieszka w Hajdarabadzie, ale przedtem, mimo wysokiej pozycji ojca w kinie, trzymał się od filmu z daleka, studiując inżynierię w Rosji. Po tym, gdy jego brat, reżyser Premchand, który miał być sukcesorem nazwiska w przemyśle filmowym, zginął w wypadku, Gopichand postanowił wkroczyć do świata filmu.

## Filmografia
| Rok  | Film         | Rola      | Uwagi                                                     |
| ---- | ------------ | --------- | --------------------------------------------------------- |
| 2008 | Souryam      | Vijay     |                                                           |
| 2008 | Ontari       | Vamsi     |                                                           |
| 2007 | Lakshyam     | Chandu    |                                                           |
| 2007 | Okkadunnadu  | Kiran     |                                                           |
| 2006 | Raraju       | Kaali     |                                                           |
| 2006 | Ranam        | Chinna    |                                                           |
| 2005 | Andhrudu     | Surendra  |                                                           |
| 2004 | Yagnam       | Seenu     |                                                           |
| 2004 | Varsham      | Bhadranna | negatywna rola                                            |
| 2003 | Jayam        | Raghu     | negatywna rola, remake – tamilski                         |
| 2003 | Nijam        | Devudu    | negatywna rola                                            |
| 2002 | Jayam        | Raghu     | negatywna rola, Nagroda Nandi za Najlepszą Rolę Negatywną |
| 2001 | Tholi Valapu | Prem      | debiut                                                    |